# Pilsener

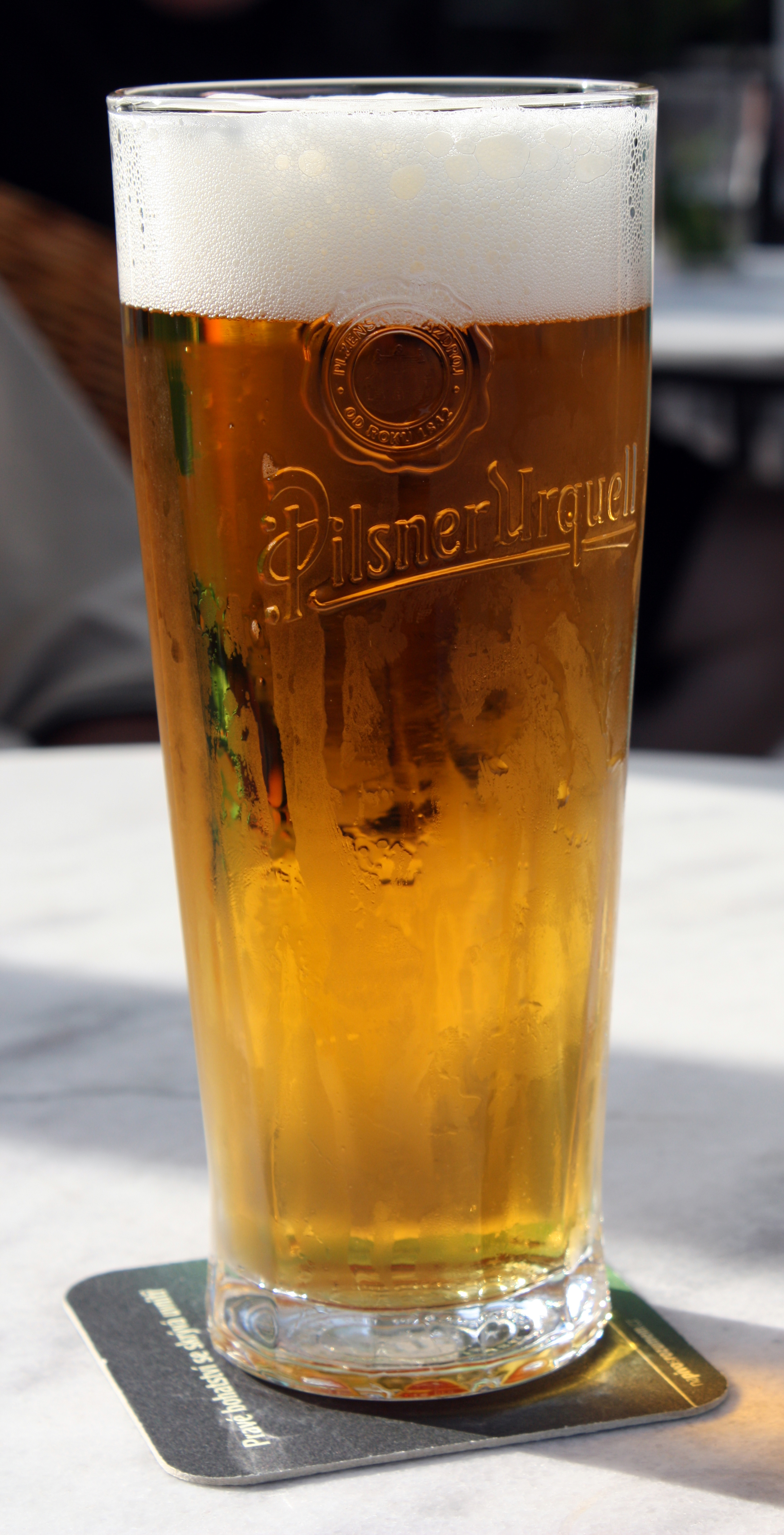
Cerveza Pilsner Urquell (Plzeňský Prazdroj) servida en sus vasos originales, fabricada en la ciudad de Pilsen, ciudad de la Chequia que elaboró originalmente cerveza mediante el conocido como "método pilsen".

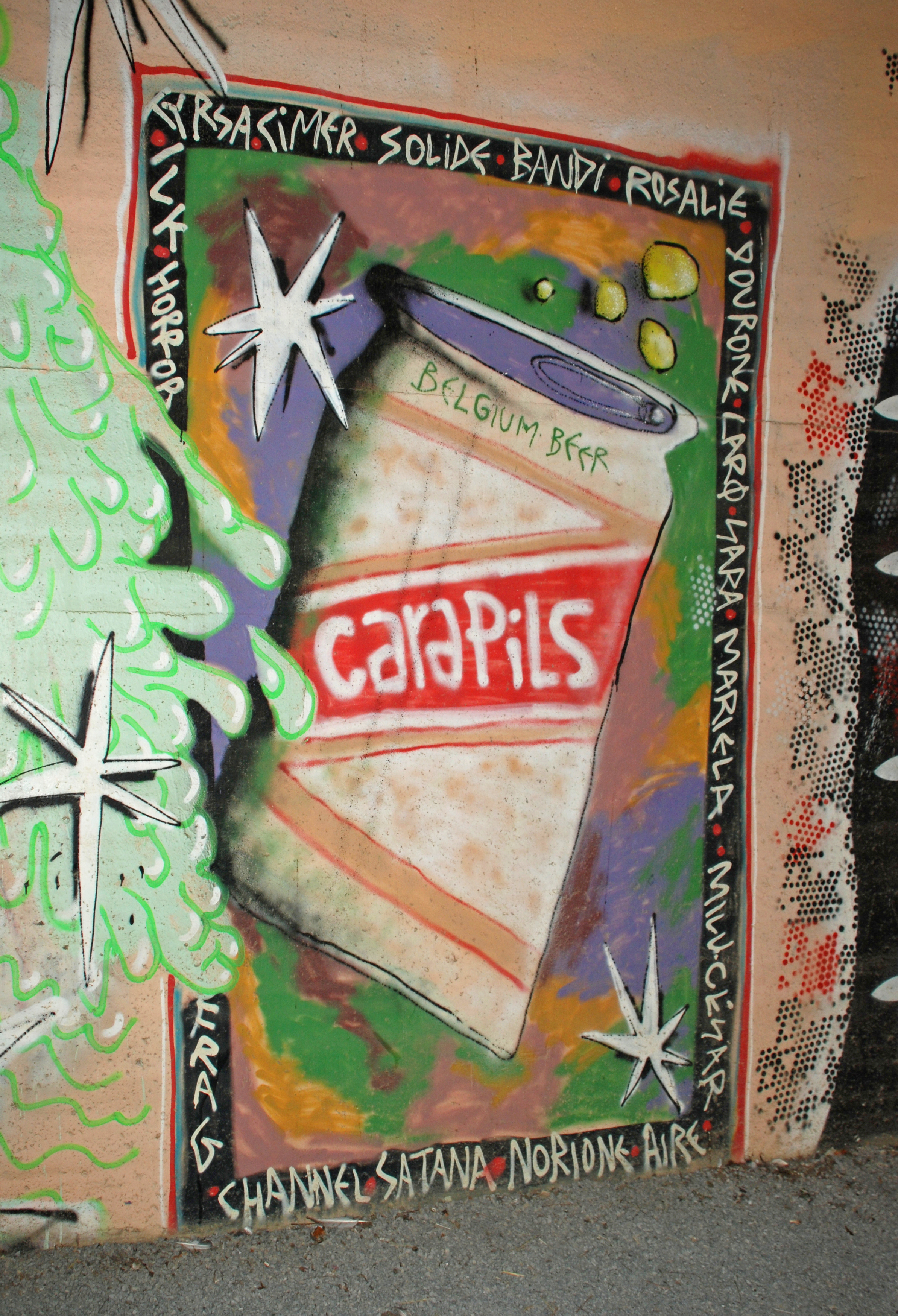
Lata de pils belga representada en un mural de la estación de tren de Lovaina-la-Nueva (Bélgica).

Pilsener (también pils, pilsner o cerveza tipo Pilsen)  es el tipo de cerveza lager elaborada originalmente en el siglo XIX en la ciudad de Pilsen, al oeste de la región histórica de Bohemia, en el entonces Imperio austrohúngaro (actual República Checa).

## Historia

### Orígenes
La mayor parte de la investigación sobre los tipos de cerveza fue realizada y compilada en un libro escrito en alemán (impreso desde 1794, y en checo desde 1801), que fue redactado por František Ondřej Poupě (1753-1805) en Brno (Brünn).

## Marcas conocidas
- Adlerbrau
- Alhambra (Granada, España)
- Amazónica (Iquitos, Perú)
- Arequipeña (Arequipa, Perú)
- Aurum
- Auténtica (Bolivia)
- Báltica (Chile)
- Beck's
- Bitburger
- Bohemia Pilsner (México)
- Brahma (Brasil)
- Budweiser Budvar
- Cadejo (El Salvador)

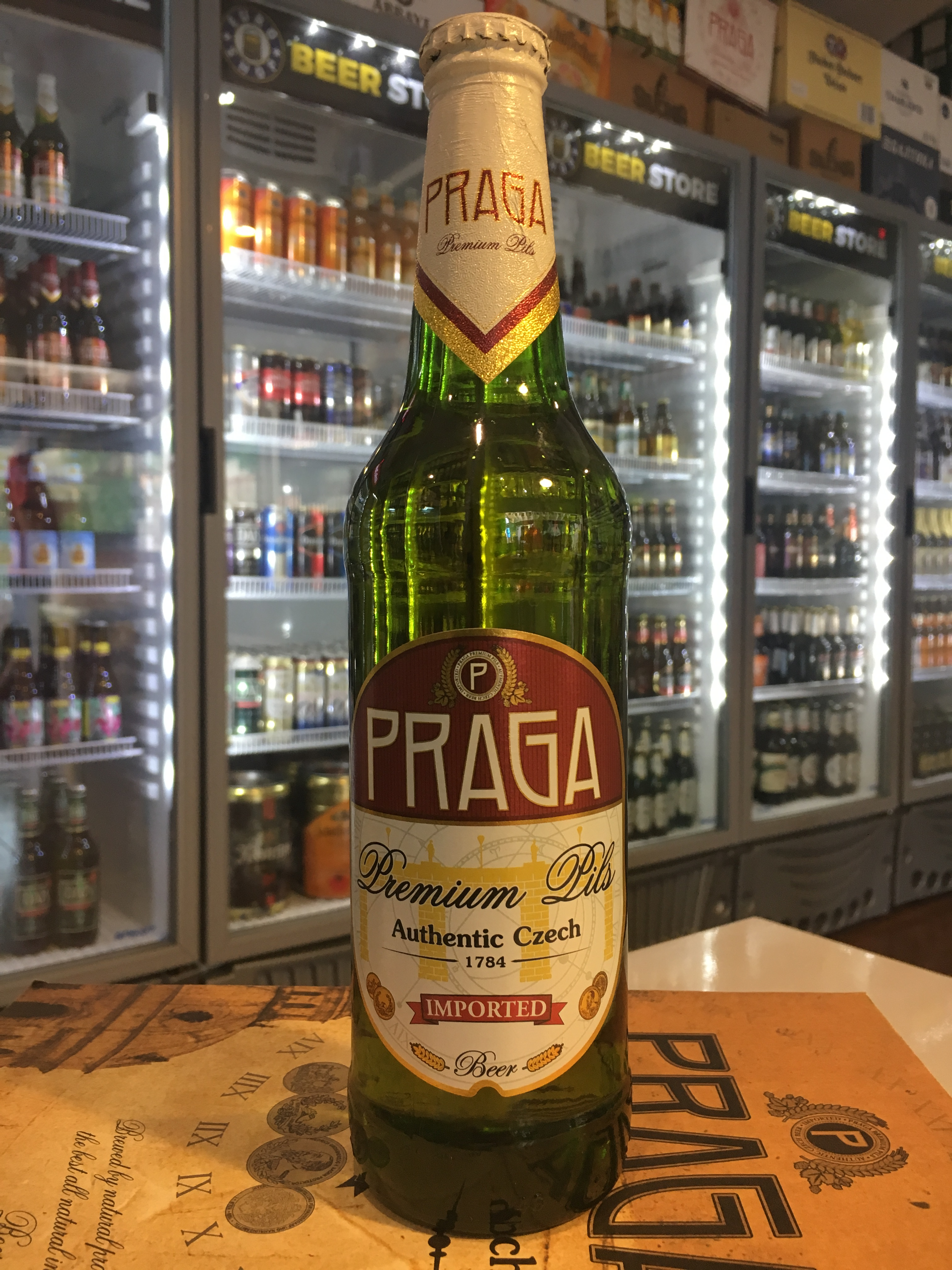
Cerveza Lager Checa tipo Pils Bohemia.

- Caracas (Venezuela, descontinuada)
- Carlsberg
- Carta Blanca
- Corona Extra
- Colimita (México)
- Cristal (hasta principios de los 90; Chile)
- Cristal (Perú)
- Cruzcampo (Sevilla, España)
- Dorada (Canarias, España)
- Escudo (Chile)
- Estrella de Levante (Murcia, España)
- Estrella Damm
- Estrella Galicia Pilsen (La Coruña, España)
- Indio Pilsner Plata (México)
- Falkner Pilsen (Argentina)
- Flensburger Pilsener
- Franziskaner Pilsener
- Hasseröder
- Herforder Pils
- Holsten Pilsener
- HR (Galicia, España)
- Huari (Bolivia)
- Indio Pilsner (México)
- Jever
- König Pilsener
- Krombacher
- Licher
- Lübzer
- Mal Portada (Venezuela)
- Nacional (Venezuela, descontinuada)
- Oettinger
- Patricia (Uruguay)
- Patagonia Bohemian Pilsener (Argentina)
- Presidente (República Dominicana)
- Paceña Pilsener (Bolivia)
- Pilsen (Colombia)
- Pilsen (Costa Rica)
- Pilsener (Ecuador)
- Pilsener (El Salvador)
- Pilsen (Paraguay)
- Pilsen (Uruguay)
- Pilsen Callao (Perú)
- Pilsner Urquell
- Polar (Venezuela)
- Potosina Pilsener (Bolivia)
- Praga Pils (República Checa)
- Quilmes Argentina
- Quisqueya (Rep. Dominicana)
- Radeberger
- Regional (Venezuela)
- Rothaus Tannenzäpfle
- Rostocker
- Sirena Pilsner (Ensenada, México)
- Staropramen
- Tijuana
- Tecate
- Veltins
- Warsteiner
- Wernesgrüner
- Zulia (Venezuela)
- Schin (Brasil)